# María Eugenia Gil Soriano
María Eugenia Gil Soriano (Mérida, 15 de enero de 1996) es una árbitra de fútbol española adscrita al Comité Técnico de Árbitros de Galicia. Debutó en la máxima categoría del fútbol femenino español en la temporada 2019–20 y, desde 2024, dirige también en Primera Federación. Ese mismo año fue incluida por la RFEF en la lista de árbitras internacionales de la FIFA.
En 2024 fue la árbitra principal de la final de la Copa de la Reina disputada en La Romareda (Zaragoza).

## Formación y carrera como atleta
Cursó Organizational Leadership en la Robert Morris University (Pittsburgh), donde compitió en atletismo universitario (NCAA) y fue integrante de equipos récord del centro.
Como velocista, fue subcampeona de España sub-23 de 400 m en pista cubierta (San Sebastián, 2016) y ha logrado varios títulos autonómicos en Galicia, vinculada a la Sociedad Gimnástica de Pontevedra. Su ficha en World Athletics recoge sus pruebas y marcas personales.

## Trayectoria arbitral
Comenzó a destacar en competiciones nacionales como asistente en la Copa de Campeones juvenil (2019). Fue promovida a la élite del fútbol femenino (Liga F) para la temporada 2019–20, y en 2022 dirigió una de las semifinales de la Supercopa femenina.
En 2023 dio el salto al fútbol masculino como árbitra principal en Segunda Federación, dentro del programa de excelencia del CTA. En 2024 fue designada para la final de la Copa de la Reina y confirmó su ascenso a Primera Federación. Ya en Primera Federación, dirigió partidos destacados como el derbi CD Lugo–CD Arenteiro (noviembre de 2024).
En enero de 2025 fue la árbitra de la primera semifinal de la Supercopa femenina disputada en Leganés.

## Temporadas
| Categoría          | Competición                    | Temporada/s   |
| ------------------ | ------------------------------ | ------------- |
| Árbitra principal  | Primera División femenina      | 2019–presente |
| Árbitra principal  | Segunda Federación (masculina) | 2023–24       |
| Árbitra principal  | Primera Federación (masculina) | 2024–presente |
| Internacional FIFA | FIFA                           | 2024–presente |

## Reconocimientos
- Premios MARCA del Deporte Femenino 2020–21: galardonada como «Mejor árbitra».[23][24]

## Vida personal
Diversas entrevistas y perfiles periodísticos la describen como «gallega de adopción» y afincada en La Coruña, compaginando el arbitraje con su actividad atlética.